# Monte Zoncolan

Profiel van de beklimming vanaf Sutrio

Profiel van de beklimming vanaf Ovaro

De Monte Zoncolan (Monte Çoncolan) is een berg in de Karnische Alpen met een hoogte van 1735 meter, gelegen in Friuli-Venezia Giulia (Italië).

## Ronde van Italië
De Monte Zoncolan is in de Ronde van Italië (Giro) een gevreesde berg. De beklimming werd in 2003, 2007, 2010, 2011, 2014, 2018 en 2021 opgenomen in het parcours. Uitgezonderd in 2003 en 2021 (vanuit Sutrio) werd de Zoncolan in de Giro telkens vanuit Ovaro beklommen. Vanuit Ovara is de beklimming 10,5 kilometer lang met een gemiddelde stijging van 11,5%. Vanuit Sutrio is de beklimming langer maar gemiddeld minder steil, 13,5 kilometer met een gemiddelde stijging van 8,9%. Daarbij zit het venijn in de staart, want de laatste 3km stijgen met gemiddeld 13%%.
De eerste keer dat de Monte Zoncolan werd opgenomen in het parcours van de Ronde van Italië, was in 2003. Toen won Gilberto Simoni, voor zijn landgenoten Stefano Garzelli en Francesco Casagrande. Ook in 2007 zat de beklimming weer in de Giro en ook toen won Simoni, voor Leonardo Piepoli en Andy Schleck. In 2010 werd deze mythische berg voor de derde keer beklommen, en ook nu won een Italiaan, Ivan Basso, voor wereldkampioen Cadel Evans en Michele Scarponi.
In 2011 won Igor Antón als eerste Spanjaard de ingekorte veertiende etappe. Rozetruidrager Alberto Contador werd tweede, voor Vincenzo Nibali, en verstevigde zijn leiderspositie.
In het jaar 2014 won de Australiër Michael Rogers die overbleef na een 'lange vlucht'. De Italiaan Francesco Manuel Bongiorno werd derde, hij raakte het wiel van Rogers kwijt doordat hij na een duw van een fan zijn voet uit het pedaal moest halen.
In 2018 begint een tot dan teleurstellend presterende Chris Froome op de Monte Zoncolan aan zijn opmars. Hij wint de etappe en stijgt van de twaalfde naar vijfde plek in het klassement. Uiteindelijk zal hij deze editie winnen en de nummer twee van de Monte Zoncolan Simon Yates uit het roze rijden.
In 2021 werd vanuit Sutrio de Monte Zoncolan beklommen. De relatief onbekende Italiaan Lorenzo Fortunato behaalde er zijn eerste profzege. Hij was de sterkste van een kopgroep met o.a. Jan Tratnik en Bauke Mollema. Egan Bernal eindigde als beste klassementsrenner en roze trui drager op de vierde plek.

### Overzicht winnaars
| Jaar | Etappe | Datum  | Winnaar           |
| ---- | ------ | ------ | ----------------- |
| 2003 | 12e    | 22 mei | Gilberto Simoni   |
| 2007 | 17e    | 30 mei | Gilberto Simoni   |
| 2010 | 15e    | 23 mei | Ivan Basso        |
| 2011 | 14e    | 21 mei | Igor Antón        |
| 2014 | 20e    | 31 mei | Michael Rogers    |
| 2018 | 14e    | 19 mei | Chris Froome      |
| 2021 | 14e    | 22 mei | Lorenzo Fortunato |

### Ronde van Italië voor vrouwen
In de Ronde van Italië voor vrouwen werd de Monte Zoncolan al in 1997 beklommen, in dat jaar lag de finish niet helemaal op de top. Winnares van deze etappe, en eindwinnares van de ronde, was de Italiaanse Fabiana Luperini. In 2018 werd de Monte Zoncolan wel tot aan de top beklommen, tijdens de voorlaatste etappe op zaterdag 14 juli, gewonnen door Annemiek van Vleuten in de roze trui.

### Overzicht winnaressen
| Jaar | Etappe | Datum   | Winnares             |
| ---- | ------ | ------- | -------------------- |
| 1997 | 10e    | 11 juli | Fabiana Luperini     |
| 2018 | 9e     | 14 juli | Annemiek van Vleuten |